# Erich Pfisterer

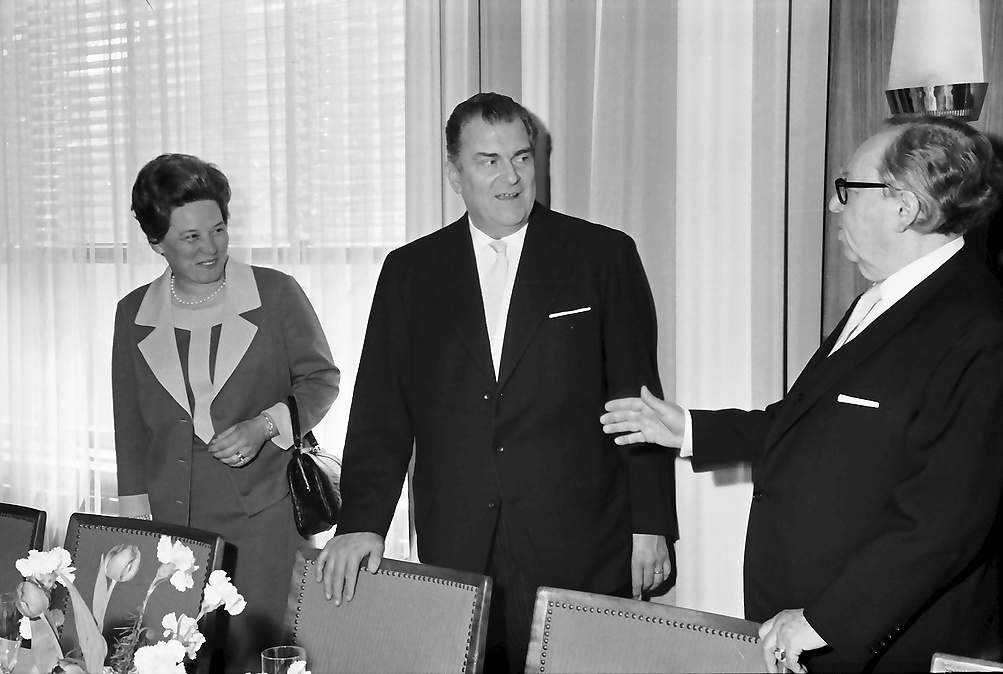
Erich Pfisterer und Staatssekretär Paul Vohwinkel bei der Verleihung des Bundesverdienstkreuzes an Pfisterer im Colombi-Hotel (1968)

Erich Pfisterer (* 2. Oktober 1910 in Dortmund; † 13. Februar 1981 in Freiburg im Breisgau) war ein deutscher Ingenieur und Wasserkraftwerksbauer.

## Leben
Erich Pfisterer legte 1929 das Abitur in Karlsruhe ab und studierte Bauingenieurwesens an der Technischen Hochschule Karlsruhe in der Fachrichtung Wasserbau. 1934 legte er sein Examen ab. Anschließend studierte er Volkswirtschaftslehre in Karlsruhe und an der Albert-Ludwigs-Universität Freiburg. Von 1934 bis 1937 war er Baureferenda der Deutschen Reichsbahn und verschiedener Wasserwirtschafts- und Straßenbauämter. Anschließend bekam er eine Stelle als Bezirksplaner bei der badischen Landesplanungsstelle in Freiburg, unterbrochen durch den Kriegsdienst als Pionieroffizier im Zweiten Weltkrieg. 1943 promovierte er.
Er war maßgeblich beteiligt am Bau der Pumpspeicherkraftwerke Witznau und Waldshut für die Schluchseewerk AG. 1956 wurde er Vorstandsmitglied der AG und der Rheinkraftwerk Albbruck-Dogern AG. In dieser Funktion war er maßgeblich beteiligt an dem Bau der verschiedenen Stufen des Kraftwerk Wehrs und dem Kavernenkraftwerk Bad Säckingen, dem ersten Kraftwerk dieser Art in Deutschland. 1968 bekam er das Bundesverdienstkreuz 1. Klasse verliehen.
1972 lehrte er an der Rheinisch-Westfälischen Technischen Hochschule Aachen und als Honorarprofessor an der TU Berlin.
Während seiner langen Karriere verfasste er eine Reihe von Veröffentlichungen zum Bau von Wasserkraftwerken.

## Werke (Auswahl)
Ganzschriften
- Beiträge zur Neuordnung in Wiederaufbaugemeinden des südlichen Oberrheingebietes. Dissertation: Freiburg im Breisgau, Rechts- u. staatswissenschaftliche Fakultät 1943 (Dissertation)
- Pumpspeicherwerke: Charakteristiken sowie technische und wirtschaftliche Möglichkeiten (deutsch und englisch), Bericht UNIPEDE-Kongreß 1964 in Stockholm
- Schluchseewerk AG, Hotzenwaldwerk Unterstufe Säckingen. Gräfelfing: Energiewirtschaft u. Technik Verlags-Gesellschaft 1968.
- Hotzenwaldwerk Unterstufe Säckingen. Gräfelfing: Energiewirtschaft u. Technik Verlags-Gesellschaft 1978.

Aufsätze
- Korrosionsschutz im Stahlwasserbau In: Elektrizitätswirtschaft, 1955
- Erschließung der Wasserkräfte, in: Energie von heute, 1956
- Die Bauarbeiten für die Unterstufe des Hotzenwaldwerkes, In: Die Wasserwirtschaft, 1965
- Erkenntnisse aus Filtereindringversuchen in rheologischer und technologischer Hinsicht für die Verwendung bituminöser Bindemittel im Wasserbau. In: Veröffentlichungen des Institutes für Bodenmechanik und Felsmechanik der Universität Fridericiana in Karlsruhe, Heft 58. 1974